# Wichita lineman
Wichita lineman is een lied geschreven door Jimmy Webb. Webb haalde zijn inspiratie uit een autorit door Washita County in de staat Oklahoma. Webb gebruikte in plaats van Washita Wichita in Kansas, omdat dat beter "bekte". Hij reed langs een eindeloze reeks telefoonpalen, die een grote mate van eentonigheid vertoonde. Het enige opvallende aan die reeks was dat in een van die masten een reparateur (lineman) aan het werk was. Het summum van eenzaamheid. Wichita wordt als stad vaker gebruikt als metafoor voor afgelegenheid binnen de grote vlaktes in de Verenigde Staten. De eerste die het uitbracht was Glen Campbell in 1968. Daarna kwamen meer dan honderd artiesten die het ook opnamen. Daarin zijn artiesten te vinden zoals Sergio Mendez, Larry Page Orchestra, Tom Jones (hij verzorgde ook het voorwoord van de gelijknamige elpee in de Britse persing), Sammy Davis jr., Smokey Robinson, José Feliciano, R.E.M., Jimmy Webb zelf met Billy Joel. Ook zijn er Franse (Seul est l'indompté), Italiaanse (L’auto corre lontano) en Duitse (Der Draht in der Sonne) varianten. Alan Pasqua arrangeerde het tot een instrumentaal jazzwerk. In 2007 maakte de triphopformatie D*Note ft. Beth Hirsch er een cover van.

## Glen Campbell
Wichtita lineman is een single van Glen Campbell. Het is afkomstig van zijn album Wichita lineman. Hij had er een grote hit mee in de VS en Canada. Campbell zong het in een arrangement van Al De Lory, die tevens optrad als muziekproducent en orkestleider. Campbell werd begeleid door Al Casey en James Burton (gitaar), Carole Kaye (basgitaar), Jim Gordon (drums) en Jimmy Webb en/of Al De Lry (piano), de zogenaamde The Wrecking Crew. KLF refereerde aan het lied in Wichita lineman was a song I once heard.

## Hitnotering
Campbell had er een hit mee in de VS. In de Billboard Hot 100 stond het vijftien weken genoteerd, met als hoogste notering plaats 3. Hij haalde er een gouden status mee, destijds staande voor 1 miljoen verkochte exemplaren. Hij liet Sergio Mendes en Larry Page, de anderen die er een hit(je) mee hadden in de VS, ver achter zich. In Canada haalde Wichita lineman de eerste plaats. Nederland en België deelden niet in die successen. Daarentegen scoorde Campbell dertien weken in de UK Singles Chart met een hoogste plaats op 7. Ook in Ierland was het een hit met acht weken notering en hoogste plaats 12. Andere landen die het wisten te waarderen waren Australië en Nieuw-Zeeland. Glambells geluidstechnici wonnen er een Grammy Award mee.

### NPO Radio 2 Top 2000
| Nummer met noteringen in de NPO Radio 2 Top 2000 | '00  | '01  |
| ------------------------------------------------ | ---- | ---- |
| Wichita lineman                                  | 1754 | 1951 |

1. ↑  Een vetgedrukt getal geeft de hoogste notering aan.
2. ↑  2000 was het eerste jaar met een notering voor dit nummer.
3. ↑  Deze tabel is bijgewerkt tot en met de laatste editie (2024).